# Jean-Pierre Bemba Gombo
Jean-Pierre Bemba Gombo (ur. 4 listopada 1962) – jeden z czterech byłych wiceprezydentów tymczasowego rządu Demokratycznej Republiki Konga; został zaprzysiężony 17 lipca 2003. Reprezentuje Ruch Wyzwolenia Konga (Mouvement de Libération du Congo ), partię polityczną, która jeszcze w 2003 była sponsorowaną przez Ugandę i oskarżaną o zbrodnie wojenne partyzantką.

## Działania MLC
W 2002 na prośbę prezydenta Republiki Środkowej Afryki Ange-Félixa Patasségo MLC zaangażował się po jego stronie w trwającej wojnie domowej. Aktywiści ruchów na rzecz praw człowieka oskarżają bojowników MLC o dokonanie wówczas okrutnych aktów przemocy przeciwko setkom osób podejrzanych o sympatyzowanie z rebeliantami. W 2003 Patassé w wyniku przewrotu został pozbawiony władzy, a we wrześniu 2004 nowy rząd postawił Patasségo i Bembę w stan oskarżenia. Wydano międzynarodowe nakazy aresztowania, jednak ze względu na to, iż nowy rząd nie był w stanie pojmać byłego prezydenta, sprawę przekazano do Międzynarodowego Trybunału Karnego.

## Wybory prezydenckie w 2006 r.
W 2006 odbyły się w Kongo pierwsze od 50 lat wybory prezydenckie. 17 czerwca 2006 została stworzona nowa koalicja wyborcza: Ugrupowanie Nacjonalistów Kongijskich (Regroupement des Nationalistes Congolais – RENACO), popierająca kandydaturę Jean-Pierre Bemba Gombo na stanowisko prezydenta w lipcowych (2006) wyborach. W skład koalicji prócz MLC wchodzą się m.in. Ruch na rzecz Demokracji i Rozwoju (Mouvement pour la Démocratie et le Développement – MDD), Generacje Republikańskie (Générations Républicaines – GR), Sojusz Demokratów Kongijskich (Alliance des Démocrates Congolais – ADECO) i Chrześcijańska Koalicja na rzecz Demokracji (Convention Chrétienne pour la Démocratie – CCD).
Bemba zajął drugie miejsce w pierwszej turze wyborów prezydenckich w lipcu 2006, przegrał jednak w drugiej turze (15 listopada 2006) z Josephem Kabilą. Przegrany kandydat zapowiedział zakwestionowanie wyników wyborów. 
Podczas kampanii wyborczej posądzano go o ludożerstwo dokonywane rzekomo na Pigmejach, oskarżeniom tym Bemba zaprzeczał.
24 maja 2008 roku Bemba został zatrzymany w okolicach Brukseli na podstawie nakazu aresztowania wydanego przez Międzynarodowy Trybunał Karny, a 3 lipca przetransportowano go do Hagi. Zarzucano mu popełnienie zbrodni przeciwko ludzkości oraz zbrodni wojennych.